# Lophocampa subvitreata
Lophocampa subvitreata es una especie de polilla perteneciente a la subfamilia Arctiinae. Fue descrita por Rothschild en 1922. Puede encontrarse en la Guayana Francesa y Guatemala.